# Sainte-Gemme-Moronval
Sainte-Gemme-Moronval är en kommun i departementet Eure-et-Loir i regionen Centre-Val de Loire strax norr om centrala Frankrike. Kommunen ligger i kantonen Dreux-Est som tillhör arrondissementet Dreux. År 2022 hade Sainte-Gemme-Moronval 1 158 invånare.

## Befolkningsutveckling
Antalet invånare i kommunen Sainte-Gemme-Moronval
Referens:INSEE